# Municipio de Belmont (condado de Kingman)
El municipio de Belmont (en inglés: Belmont Township) es un municipio ubicado en el condado de Kingman en el estado estadounidense de Kansas. En el año 2010 tenía una población de 49 habitantes y una densidad poblacional de 0,51 personas por km².

## Geografía
El municipio de Belmont se encuentra ubicado en las coordenadas 37°30′51″N 98°11′26″O / 37.51417, -98.19056. Según la Oficina del Censo de los Estados Unidos, el municipio tiene una superficie total de 95.24 km², de la cual 95,19 km² corresponden a tierra firme y (0,05 %) 0,05 km² es agua.

## Demografía
Según el censo de 2010, había 49 personas residiendo en el municipio de Belmont. La densidad de población era de 0,51 hab./km². De los 49 habitantes, el municipio de Belmont estaba compuesto por el 100 % blancos. Del total de la población el 0 % eran hispanos o latinos de cualquier raza.